# Bangchon-dong
Bangchon-dong (koreanska: 방촌동) är en stadsdel i staden Daegu i den sydöstra delen av Sydkorea, 240 km sydost om huvudstaden Seoul. Den ligger i stadsdistriktet Dong-gu.